# Pedro Carrillo de Mendoza (f. 1619)
Pedro Carrillo de Mendoza (c, 1550 - 2 de diciembre de 1619), IX conde de Priego, fue un noble español del siglo XVI que desempeñó el cargo de asistente de Sevilla en el periodo comprendido entre 1593 y 1596. También fue Capitán general de Sevilla y mayordomo mayor de la reina Margarita de Austria, tras la muerte de Juan de Borja y Castro. 

## Biografía
Era hijo de Fernando Carrillo de Mendoza, VII conde de Priego, y de Juana Carrillo de Albornoz; sucedió a su hermano Luis. Este título nobiliario fue otorgado en 1465 por el rey Enrique IV de Castilla a favor de Diego Hurtado de Mendoza, en referencia al municipio de Priego en la provincia de Cuenca.
Se casó tres veces:
- La primera esposa fue María de Zapata, hija de Francisco de Zapata y de María de Mendoza, primeros Condes de Barajas. De este matrimonio tuvo dos hijos.[2]
- La segunda esposa fue Juana Cortés Ramírez de Arellano, nieta de Hernán Cortés, hija de Martín Cortés de Monroy y Ana de Arellano, marqueses del Valle de Oaxaca. De este matrimonio nacieron dos hijas, Juana Estefanía Carrillo de Mendoza y Cortés, V marquesa del Valle de Oaxaca[3] y Ángela Juana Carrillo de Mendoza y Cortés, casada con Luis de Benavides, II marqués de Frómista.[3]
- La tercera esposa fue María de la Cueva y Mendoza, hermana del primer marqués de Bedmar, Alonso de la Cueva y Benavides. La descendencia de este matrimonio fueron 2 hijos.[2]

Durante su periodo de mando en Sevilla, el 26 de julio de 1595 participó al mando de un grupo de alguaciles en el intento de captura del forajido Gonzalo Xeniz, que se encontraba descansando junto a otros rufianes en una venta aledaña a la Puerta de la Barqueta. El intento fue fallido, aunque el delincuente acabó finalmente por ser detenido y condenado a pena de galeras en Málaga.